# OGK-2
OGK-2 (russisch ОГК-2, voller Name Оптовая генерирующая компания № 2; englisch Second Wholesale Generating Company) ist ein Energieunternehmen aus Russland mit Firmensitz im südrussischen Solnetschnodolsk bei Stawropol.
OGK-2 beschäftigt gut 4700 Mitarbeiter (2008). Der Firmenumsatz betrug 2008 40,6 Milliarden Rubel (etwa 1 Milliarde Euro), der Gewinn vor Steuern 794 Millionen Rubel (knapp 20 Millionen Euro). Dabei wurde ein Nettoverlust von 1,36 Milliarden Rubel (etwa 35 Millionen Euro) gemacht.
Das Unternehmen entstand am 9. März 2005. Knapp 94 % der OGK-2-Aktien wurden anfangs vom russischen Konzern Unified Energy System gehalten. Bis zu dessen Aufspaltung im Sommer 2008 fiel dieser Anteil auf 66,5 %. Mittlerweile ist Gazprom über seine Tochter ZentrEnergoHolding größter Aktionär (44,39 % per Juni 2009).

## Kraftwerke
Von der OGK-2 werden folgende Wärmekraftwerke mit einer Gesamtleistung von 8665 Megawatt betrieben:
- Pskow – 430 MW; Dedowitschi, Oblast Pskow; in Betrieb seit 1993 (erster Block)/1996 (letzter Block)
- Serow – 526 MW; Serow, Oblast Swerdlowsk; 1954/1959
- Stawropol – 2400 MW; Solnetschnodolsk, Region Stawropol; 1975/1983
- Surgut (auch Surgut-1 genannt) – 3280 MW; Surgut, Autonomer Kreis der Chanten und Mansen; 1972/1983
- Troizk – 2029 MW; Troizk, Oblast Tscheljabinsk; 1960/1976